# Aeroportul Bragança Paulista
Aeroportul Bragança Paulista (IATA: BJP, ICAO: SBBP) este un aeroport din São Paulo, Brazilia ce deservește zona Bragança Paulista. Aeroportul a fost tranzitat în 2021 de 0 pasageri. A fost numit după zona deservită.
Situat la o altitudine de 893 m, aeroportul dispune de 1 pistă. Este operat de Governo de São Paulo⁠(d).

## Infrastructură

### Piste
Aeroportul dispune de o singură pistă. Pista 16/34 are suprafața de asfalt și dimensiunile 1.200 m × 30 m. 